# 흑도회
흑도회(黑濤會)는 1921년 11월 29일 일본 도쿄에서 재일유학생이 중심이 되어 결성된 사회주의사상 독립운동 단체이다. 

## 설립
동경유학생 및 노동자사회의 지원을 목적으로 1921년 11월 29일 박열 등을 중심으로 동경조선고학생동우회(東京朝鮮苦學生同友會)가 설립되었다. 이들중 20여명이 1921년 11월 21일 기관지 『흑도(黑濤)』를 발간하였다. 취지는 당시 한국의 현실을 일본인에게 전달하는 것, 국가와 민족적인 갈등이 없는 세계를 만드는 것 이었다. 1922년 7월 시나노가와수력발전소에서 있었던 조선노동자 학살사건에 대한 조사 및 항의운동 등에 일정 구실을 하였다. 

## 해산
흑도회의 중심 회원이었던 박렬, 정태성, 백무, 김약수 등은 아나키즘의 영향을 받았던 반면, 원종린 등은 사회공산주의의 영향을 받았다. 이러한 갈등이 심화되어 1922년 10월경 흑도회는 사실상 해체되었다. 이후 1922년 10월 풍뢰회(風雷會)가, 1922년 12월 26일 북성회(北星會)가 결성되면서 조직은 양분화되었고 흑도회는 해체하였다. 이후 풍뢰회는 흑우회(黑友會)로 개명하였다. 